# Органическое стекло
Органи́ческое стекло́ (оргстекло́), или полиметилметакрилат (ПММА) — акриловая смола, синтетический термопластичный виниловый полимер метилметакрилата, термопластичный прозрачный пластик, известный под коммерческими названиями Plexiglas, Plexistek, Plazcril, Deglas, Acrylite, Lucite, Perspex, Setacryl, Vikuglas, Evoglas, плексиглас, акрима, новаттро, плексима, лимакрил, плазкрил, акрилекс, акрилайт, акрипласт, акриловое стекло, акрил, метаплекс, викуглас, эвоглас и многими другими.
Может подвергаться окрашиванию и тонированию.

## История
Материал под маркой Plexiglas создан в 1928 году, запатентован в 1933 году Отто Рёмом (нем. Otto Röhm). С 1933 года началось его промышленное производство фирмой Röhm and Haas (Дармштадт), первые продажи готовых изделий относятся к 1936 году.
Появление органического стекла (в то время называемого «плексиглас») в период между двумя мировыми войнами было востребовано бурным развитием авиации, непрерывным ростом скоростей полёта всех типов самолётов и появлением машин с закрытой кабиной пилота (экипажа). Необходимым элементом таких конструкций является фонарь кабины пилота. Для применения в авиации того времени органическое стекло обладало удачным сочетанием необходимых свойств: оптическая прозрачность, безосколочность, то есть безопасность для лётчика, водостойкость, нечувствительность к действию авиабензина и смазочных масел.
В годы Второй мировой войны органическое стекло широко применялось в конструкциях фонаря кабины, турелей оборонительного вооружения тяжёлых самолётов, элементов остекления перископов подводных лодок. Однако, ввиду очень легкой возгораемости, при первой же возможности в авиации перешли к другим прозрачным материалам.
Тем не менее полимеры только частично способны заменять термостойкие силикатные стёкла повышенной прочности — в современной авиации во многих случаях они применимы только в виде композитов. Развитие современной авиации подразумевает полёты в верхних слоях атмосферы и гиперзвуковые скорости, высокие температуры и давление, где органическое стекло неприменимо вовсе. Примерами могут служить летательные аппараты, сочетающие в себе качества космических кораблей и самолётов: «Спейс Шаттл» и «Буран».
Существуют органические альтернативы акриловому стеклу — прозрачные поликарбонат, поливинилхлорид и полистирол.

### История производства в СССР
В СССР отечественный плексиглас — оргстекло был синтезирован в 1936 году в НИИ пластмасс (Москва). В наши дни теплостойкие фторакрилатные органические стёкла используются в качестве лёгких и надёжных деталей остекления иллюминаторов военных и гражданских летательных аппаратов и эксплуатируются при температурах от −60 до +250 °C.

## Состав

Молекула метилметакрилата — мономера органического стекла

Органическое стекло является полимером метилметакрилата — сложного эфира метакриловой кислоты и метанола, полимеризованного с раскрытием двойной связи между атомами углерода. Химическое строение стандартного полиметилметакрилового стекла у всех производителей одинаково. Для получения материала с разными заданными свойствами: ударопрочными, светорассеивающими, светопропускающими, шумозащитными, УФ-защитными, теплостойкими и другими, в процессе получения материала может быть изменена его структура или в него могут быть добавлены компоненты, обеспечивающие необходимые характеристики.

## Свойства
- Химическая формула: {\displaystyle {\ce {[-CH2C(CH3)(COOCH3)-]_{\mathit {n}}}}}
- Температура плавления: 160 °C
- Плотность: 1,19 г/см³[6]
- Название по ИЮПАК: поли(метил-2-метилпропеноат)

Эти органические материалы только формально именуются стеклом и относятся к совершенно иному классу веществ, о чём говорит само их название и чем в основном определяются ограничения свойств и, как следствие, возможностей применения, отличающихся от неорганического стекла по многим параметрам. Органические стёкла способны приблизиться по свойствам к большинству видов неорганических стёкол только в композитных материалах, однако огнеупорными они быть не могут. Стойкость к агрессивным средам и органическим растворителям органических стёкол значительно хуже.
Тем не менее, этот материал, когда его свойства дают очевидные преимущества (исключая специальные виды стёкол), используется как альтернатива силикатному стеклу. Различия в свойствах этих двух материалов следующие:
- ПММА легче: его плотность около 1190 кг/м³ приблизительно в два раза меньше плотности силикатного стекла;
- ПММА менее прочен, чем обычное стекло, и подвержен царапинам (этот недостаток исправляется нанесением стойких к царапинам покрытий);
- ПММА может быть легко деформирован в сложные формы при температурах выше +100 °C; при охлаждении приданная форма сохраняется;
- ПММА легко поддаётся механической обработке обычным металлорежущим инструментом;
- ПММА лучше, чем неспециальные, разработанные с этой целью виды стёкол, пропускает ультрафиолетовое и рентгеновское излучения, поглощая и отражая при этом инфракрасное излучение; светопропускание оргстекла несколько ниже (92—93 % против 99 % у лучших сортов силикатного стекла);
- ПММА неустойчив к действию низших спиртов, ацетона и бензола.
- ПММА хорошо поглощает бета-частицы, т.е. электроны, которые легко проходят через обычное силикатное стекло, поэтому в виде толстых листов используется в качестве экрана бета-радиации.

## Технические характеристики
| Показатели                                                 | Литьевое оргстекло | Экструзионное без УФ защиты | Экструзионное с УФ защитой |
| ---------------------------------------------------------- | ------------------ | --------------------------- | -------------------------- |
| Предел прочности при растяжении, МПа (при 23 °C)           | 70                 |                             | 70                         |
| Модуль упругости при растяжении, МПа                       | 3000               |                             | 3500                       |
| Относительное удлинение при растяжении % (при 23 °C)       | 4                  |                             | 5                          |
| Температура размягчения, °C                                | 95                 | 100                         | 105                        |
| Ударная вязкость, кДж/м² (не менее) толщина листа 2,5—4 мм | 9                  | 9                           | 12                         |
| Ударная вязкость, кДж/м² (не менее) толщина листа 5—24 мм  | 13                 |                             |                            |
| Максимальная температура эксплуатации, °С                  | 80                 | 80                          | 80                         |
| Температура формования, °С                                 | 150—170            | 150—155                     | 150—155                    |
| Плотность, г/см³                                           | 1,19               | 1,19                        | 1,19                       |
| Коэффициент светопропускания, %                            | 92                 | 92                          | 92                         |

### Преимущества и недостатки
Основные преимущества
- малая теплопроводность (0,2—0,3 Вт/(м·К)) по сравнению с неорганическими стёклами (0,7—13,5 Вт/(м·К));
- относительно высокая светопропускаемость — 92 %, которая не изменяется с течением времени, сохраняя свой оригинальный цвет;
- ударная прочность в 5 раз больше, чем у стекла;
- при одинаковой толщине оргстекло весит почти в 2,5 раза меньше, чем силикатное стекло, поэтому конструкция не требует усиленных опор, что создаёт иллюзию открытого пространства;
- устойчиво к действию влаги, бактерий и микроорганизмов, поэтому может использоваться для остекления яхт, производства аквариумов;
- экологически чистое, при полном сгорании не образует ядовитые газы;
- обладает возможностью для придания разнообразных форм изделиям при помощи термоформования без нарушения оптических свойств;
- режется почти так же легко, как и дерево;
- достаточная устойчивость к воздействиям внешней среды, морозостойкость;
- хорошая прозрачность для ультрафиолетовых лучей, пропускает 73 %, при этом УФ-лучи не вызывают пожелтения и деградации механических свойств акрилового стекла;
- устойчивость в химических средах;
- электроизоляционные свойства;
- подлежит утилизации.

Недостатки
- невысокая твёрдость (180—190 Н/мм²), склонность к поверхностным повреждениям, легко царапается;
- химическая стойкость значительно ниже чем у силикатного стекла;
- невысокая температурная стойкость, размягчение, деформация, плавление, образование пузырьков;
- при пиролизе без горения выделяет вредный мономер — метилметакрилат;
- технологические трудности при термо- и вакуумформовании изделий — возникновение внутренних напряжений в местах сгиба при формовке, что ведёт к последующему появлению микротрещин;
- легковоспламеняющийся материал (температура воспламенения +260 °C);
- трудности с формированием больших блоков без оптических дефектов.

### Особенности экструзионного оргстекла по сравнению с литым оргстеклом
- ряд возможных толщин листов меньше, что определяется возможностью экструдера,
- возможная длина листов больше,
- разнотолщинность листов в партии меньше (допуск по толщине 5 % вместо 30 % у литого акрила),
- меньшая ударостойкость,
- меньшая химическая стойкость,
- большая чувствительность к концентрации напряжений,
- лучшая способность к склеиванию,
- меньший и более низкий диапазон температур при термоформовке (примерно от +150 до +170 °C вместо от +150 до +190 °C),
- меньшее усилие при формовке,
- большая усадка при нагреве (6 % вместо 2 % у литого акрила).

### Стойкость к химическим воздействиям
На оргстекло воздействуют разбавленные фтористоводородная и синильная кислоты, а также концентрированные серная, азотная и хромовая кислоты. Растворителями оргстекла являются хлорированные углеводороды (дихлорэтан, хлороформ, метилен хлористый), альдегиды, кетоны и сложные эфиры. На оргстекло также воздействуют спирты: метиловый, этиловый, пропиловый, бутиловый. 10 %-й раствор этилового спирта при непродолжительном воздействии на оргстекло не действует. При обработке концентрированной серной кислотой становится непрозрачным, матовым

## Получение листов из оргстекла
Оргстекло получают двумя способами: экструзией и литьём. Поэтому существует два типа оргстекла — экструзионное и литое.
Сам способ производства накладывает ряд ограничений и определяет некоторые свойства пластика.
Экструзионное оргстекло (англ. exstrusion, нем. Extrudiert) получают методом непрерывной экструзии (выдавливания) расплавленной массы гранулированного ПММА через щелевую головку с последующим охлаждением и резкой по заданным размерам.
Блочное (англ. cast, в русском языке утвердились также термины «литьевое», «литое») получают методом заливки мономера - метилметакрилата между двумя плоскими листами неорганического стёкла и дальнейшей его полимеризацией.

### Способы обработки

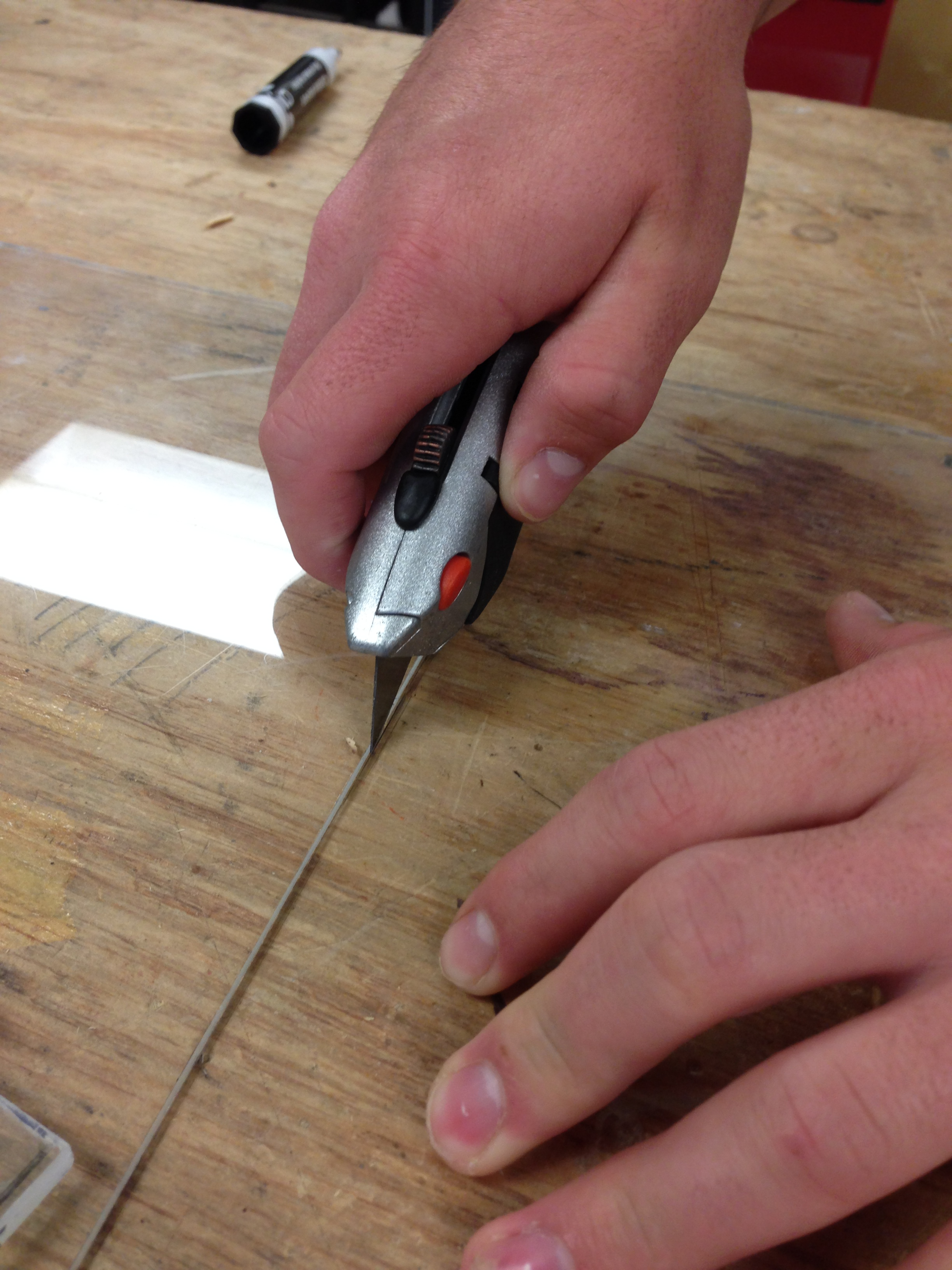
Резка оргстекла ножом
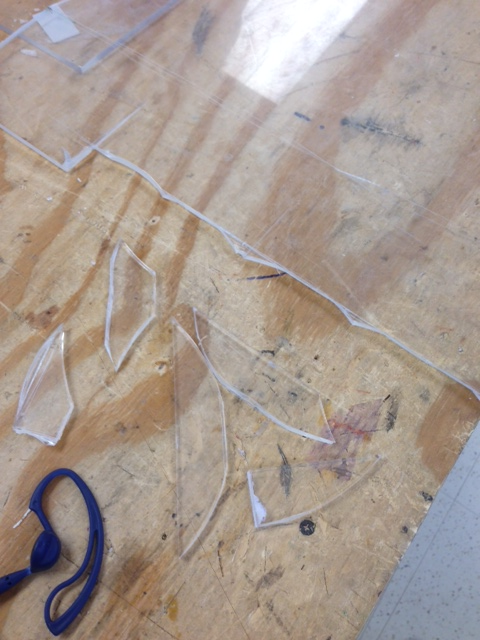
Сколотые осколки оргстекла
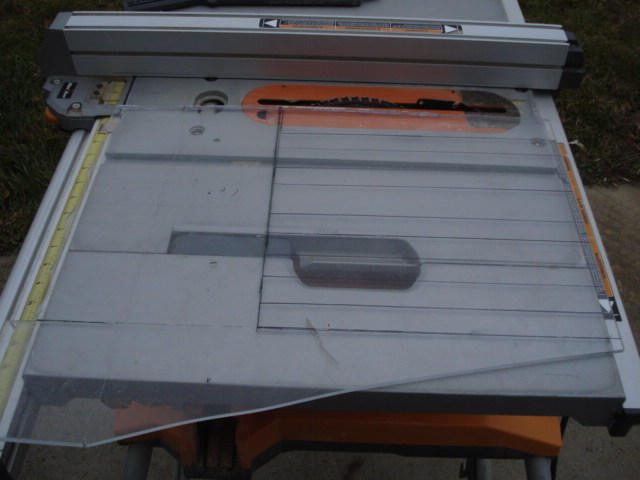
Распил оргстекла циркулярной пилой

Сверление, нарезание резьбы, резьбовое соединение, фрезерование и обработка по заданному профилю, обработка на токарном станке, обработка резанием, пемзование[прояснить], шлифование, полирование, формование, вакуумное формование, штамповка, втягивание, выдувание, сгибание, нагревание, охлаждение, отжиг, стыкование, склеивание, сварка, окрашивание и металлизация. Используется также метод холодного формования.  
В последние годы широкую популярность получил лазерный метод резки ПММА. Углекислотные лазеры наиболее пригодны для этого, поскольку длина волны лазерного излучения этого типа лазера (9,4 — 10,6 мкм) приходится на пик поглощения ПММА в инфракрасной области. Срез, полученный лазерной обработкой, получается гладким, без обугливания. При лазерной резке бесцветного ПММА не наблюдается изменения цвета на срезе. Цветной ПММА может менять оттенок на срезе в некоторых случаях.

## Применение

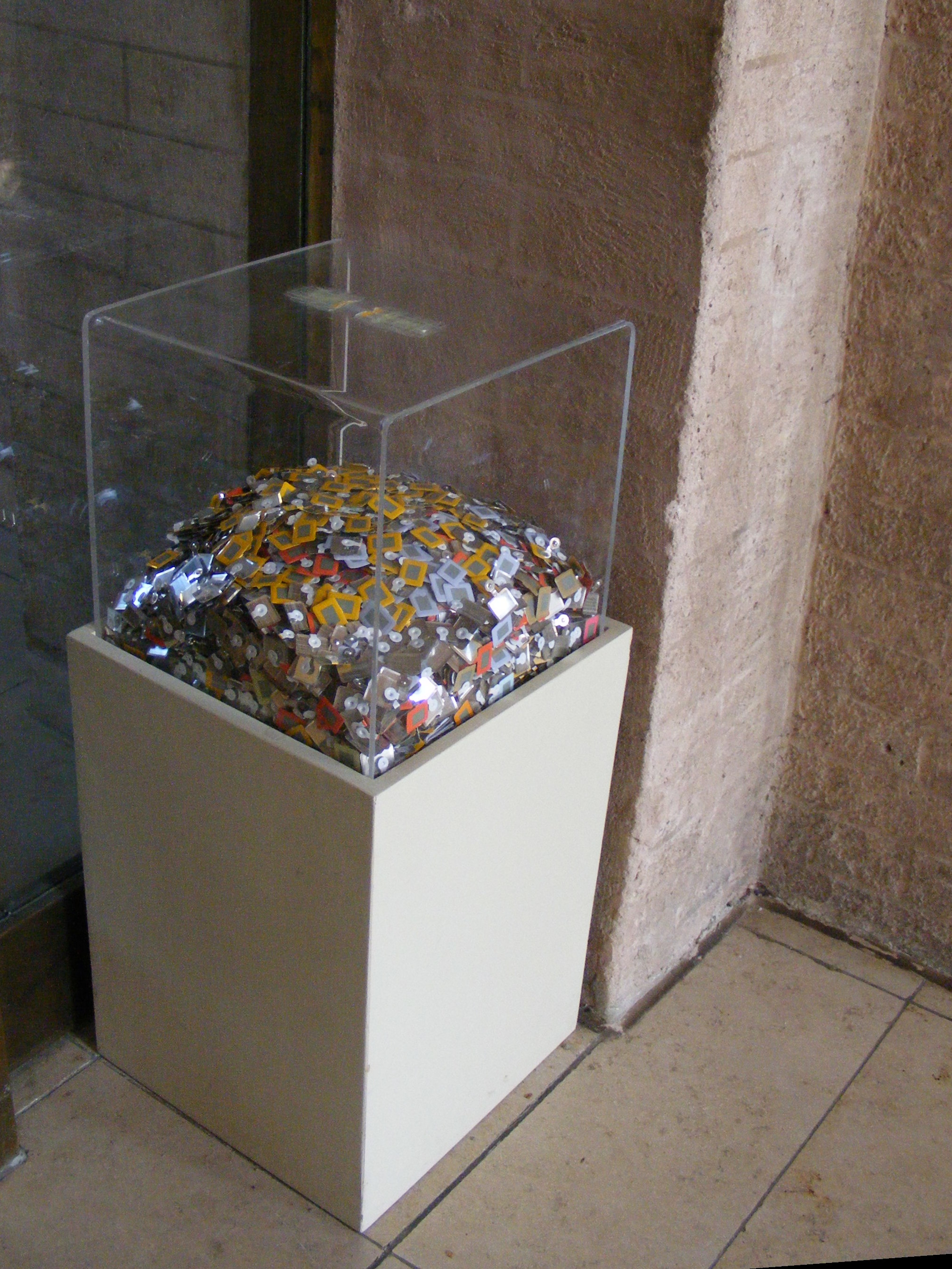
Урна для использованных бейджей посетителей в мюнхенском музее «Старая пинакотека»

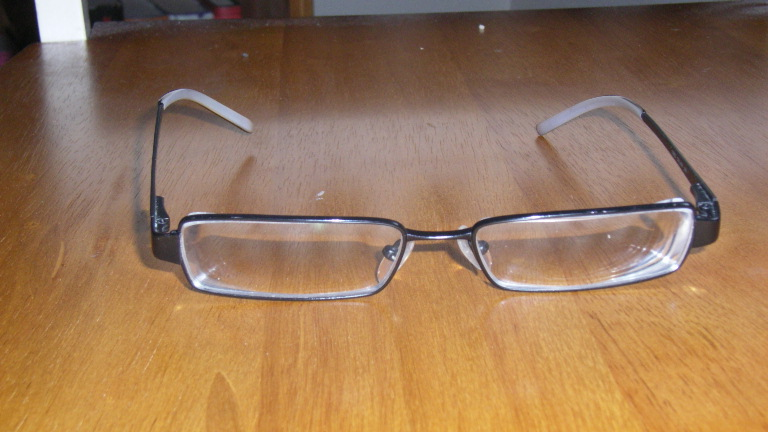
Очки из оргстекла

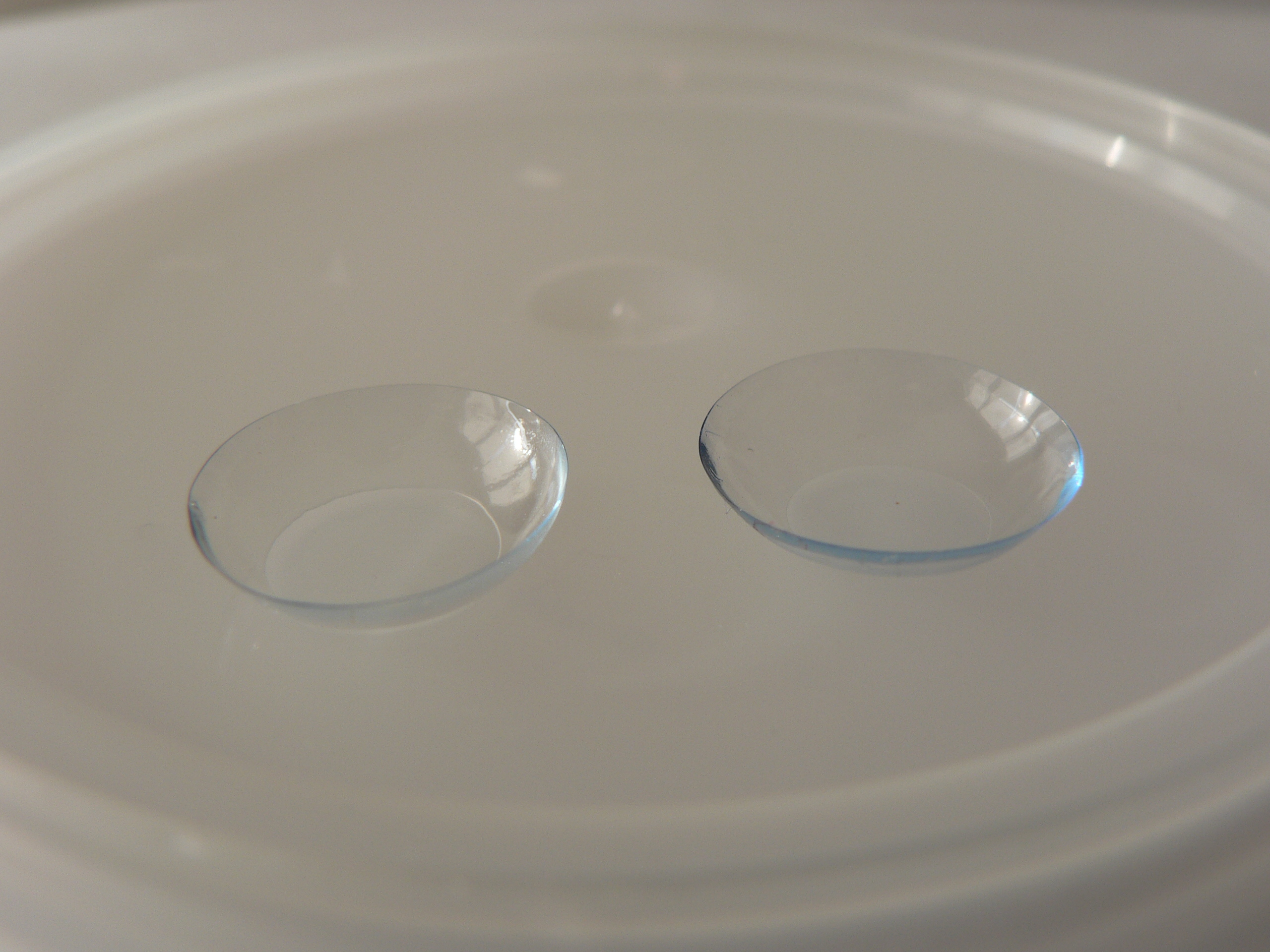
Жёсткие контактные линзы

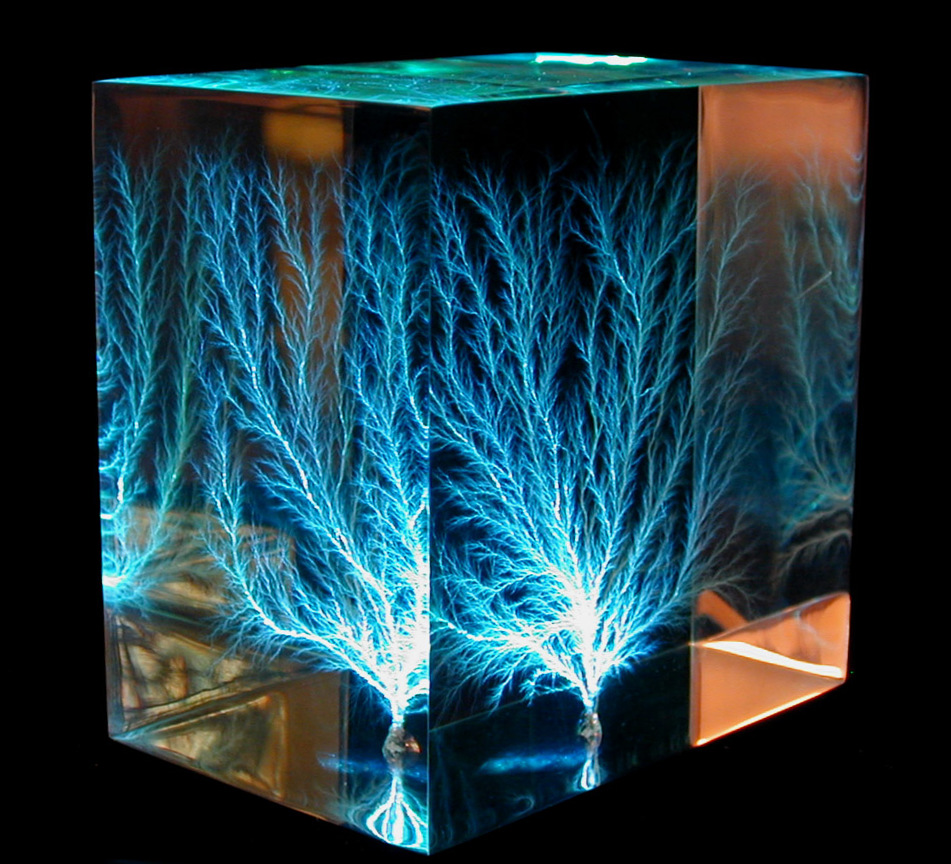
Декоративная объёмная фигура в виде полости в массиве бесцветного оргстекла, подсвеченного синим светом

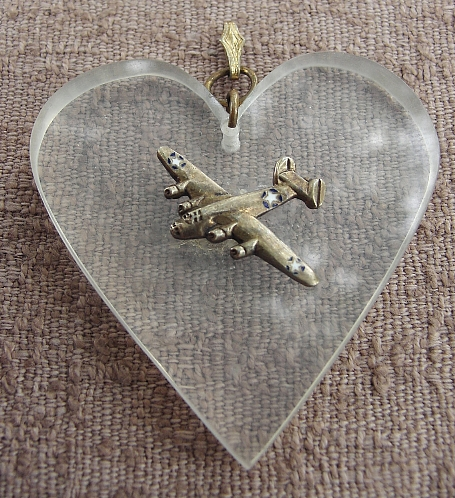
Декоративная подвеска из оргстекла

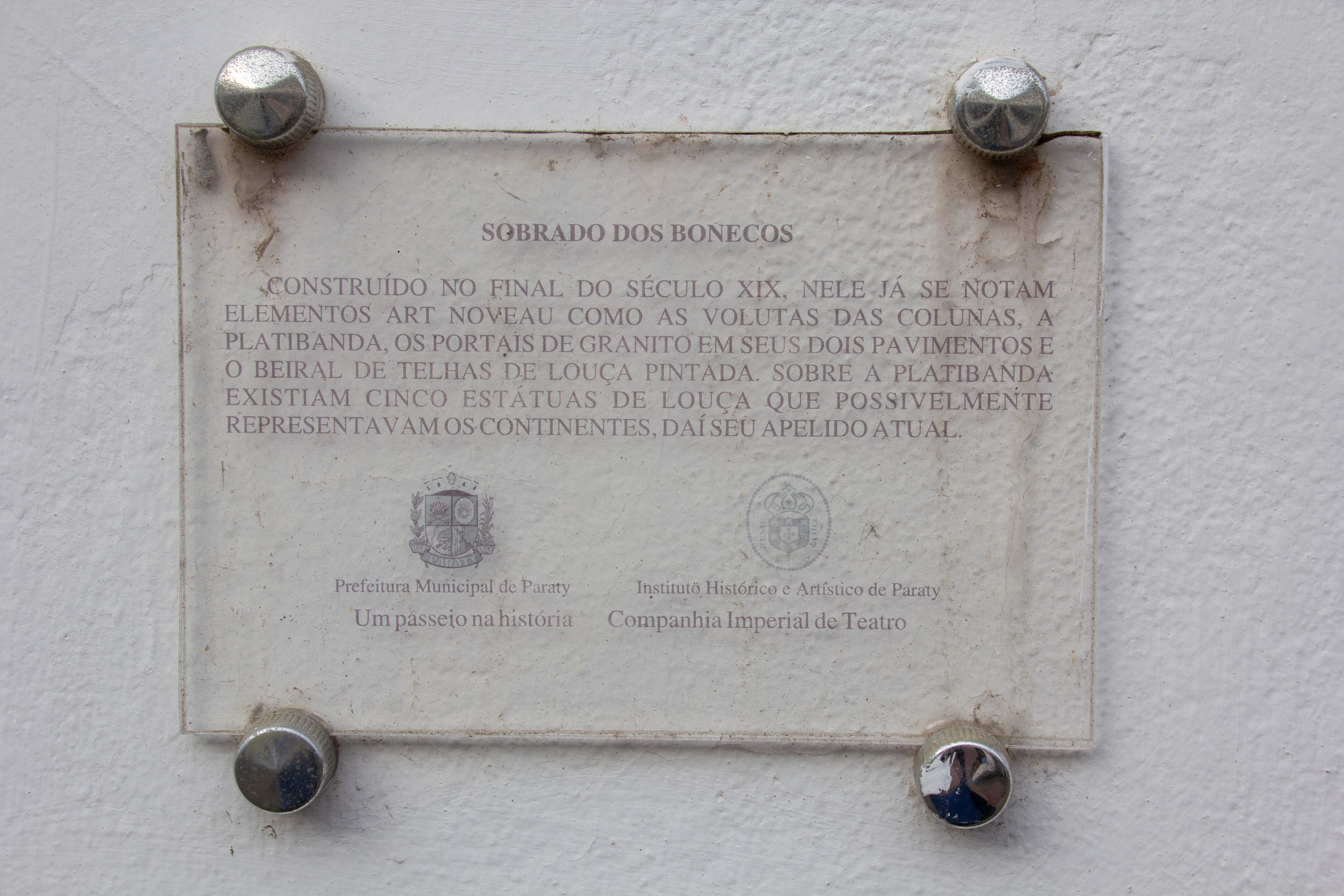
Информационная табличка, выполненная гравировкой на оргстекле

Иллюминаторы самолётов и вертолётов предыдущего поколения остекляют однослойными или многослойными (композитными) материалами на основе органических и силикатных стёкол (триплекс).
Многие изделия из этих полимеров могут быть заменены изделиями из силикатного стекла, но оргстекло значительно проще обрабатывается и формуется, а также обладает меньшей плотностью. Этим определяется его преимущество для изготовления различных деталей интерьера, указателей, рекламной продукции и аквариумов. Обычно для изготовления оптоволоконной связи используется неорганические стёкла — кварцевое стекло и стекло на основе диоксида германия. Неорганические стекла несмотря на дешевизну материала дороже пластиковых из-за сложности изготовления и высокой стоимости высокотехнологичного оборудования для их производства. Органические стекла дешевле, но хуже по параметрам прозрачности, поэтому в неответственных применениях в оптических информационных линиях малой длины широкое применение имеет полимерное оптическое волокно.
- Изготовление клея-растворителя для самого себя путём получения мономера (метилметакрилата) перегонкой;
- В сантехнике (акриловые ванны), в торговом оборудовании.

ПММА нашёл широкое применение в офтальмологии: из него уже несколько десятилетий изготавливаются жёсткие газонепроницаемые контактные линзы и жёсткие интраокулярные линзы (ИОЛ), которых в настоящее время имплантируется в мире до нескольких миллионов штук в год. Интраокулярные (то есть внутриглазные) линзы известны под названием искусственного хрусталика и ими заменяют хрусталик глаза, помутневший в результате возрастных изменений и других причин, приводящих к катаракте.
Органические стёкла как биосовместимые материалы. Именно из-за таких качеств, как пластичность, биосовметимость позволило заменить неорганические стёкла (например, в контактных линзах) в офтальмологии. В конце 1990-х годов были созданы силикон-гидрогелевые линзы, которые благодаря сочетанию гидрофильных свойств и высокой кислородопроницаемости могут непрерывно использоваться в течение 30 суток без удаления из глаза. Но это не акриловые органические стёкла, а полимерный оптический материал со своими характеристиками.
Области применения: осветительная техника (плафоны, перегородки, лицевые экраны, рассеиватели), наружная реклама (лицевые стёкла для коробов, световых букв, формованные объёмные изделия), торговое оборудование (подставки, витрины, ценники), сантехника (оборудование ванных комнат), строительство и архитектура (остекление проёмов, перегородки, купола, танц-пол, объёмные формованные изделия, аквариумы), транспорт (остекление самолётов, катеров, обтекатели), приборостроение (циферблаты, смотровые окна, корпуса, диэлектрические детали, ёмкости).
ПММА используется в микро- и наноэлектронике. В частности, ПММА нашёл применение в качестве позитивного электронного резиста в электронно-лучевой литографии. Раствор ПММА в органическом растворителе наносят на кремниевую пластину или другую подложку. С помощью центрифуги формируют тонкую плёнку, после чего сфокусированным электронным лучом, например, в растровом электронном микроскопе (РЭМ) создаётся требуемый рисунок. В экспонированных местах плёнки ПММА происходит разрыв межмолекулярных связей, в результате в плёнке образуется скрытое изображение. С помощью проявляющего растворителя экспонированные участки смываются. Помимо электронного пучка рисунок в слое ПММА можно сформировать облучением ультрафиолетом и рентгеновским излучением. Преимущество ПММА в сравнении с другими резистами состоит в том, что с его помощью удаётся получать рисунки с нанометровым разрешением. Гладкая поверхность ПММА может быть структурирована путём обработки в кислородной высокочастотной плазме, а структурированная поверхность ПММА может быть сглажена путём облучения вакуумным ультрафиолетом (ВУФ).
Используется в качестве материала для изготовления имитаций янтаря.

### Спортивный туризм
Длинные и узкие обрезки оргстекла (30—50 × 5—9 см) не отсыревают, легко поджигаются и дают яркое, устойчивое на ветру пламя, благодаря этому резаное оргстекло нередко применяется в спортивном туризме, в туристических походах для разведения костров и, в тёмное время суток, для местного освещения.

### Музыкальные инструменты

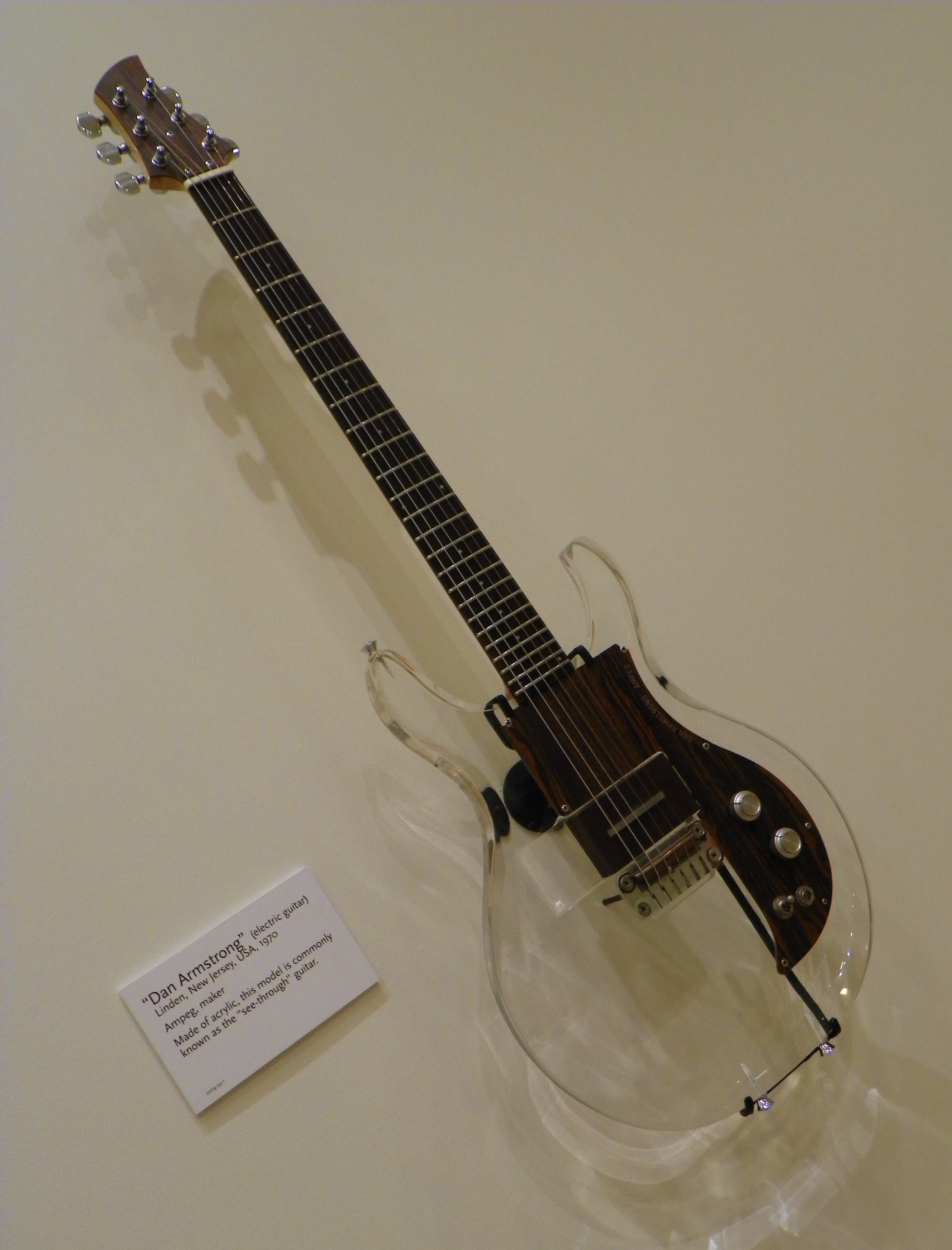
Плексигласовая электрогитара

Оргстекло применяется в производстве корпусов барабанов (DW Design Acryl ShellSet, Tama Mirage). Такие барабанные установки очень эффектно смотрятся на сцене. Тем не менее, акриловые барабаны хуже по звучанию чем деревянные (из-за резонансных качеств) и в студийной звукозаписи, как правило, не используются.

### Шумоизоляция и отражение звука
Органическое стекло отражает звук в прозрачных шумоизоляционных экранах, в шумоизоляционных барьерах на автомагистралях, мостах, пешеходных переходах, железнодорожных переездах, в поселках, для шумоизоляции зданий и прочее.
Например, нормируется величина звукоизоляции PLEXIGLAS SOUNDSTOP толщиной 12 мм — 32 дБ; толщиной 15 мм — 34 дБ; толщиной 20 мм — 36 дБ. 

## Виды оргстекла и их применение

### Прозрачное оргстекло
Бесцветный лист со светопропусканием 92—93 % (при толщине 3 мм), с гладкими поверхностями, отличающийся сильным блеском обеих сторон. Имеет высокую прозрачность, не искажает просвечивающие сцены. Применение: остекление окон зданий и сооружений (наружное и внутреннее), витрины, прозрачные панели и защитные стёкла приборов и механизмов.

### Прозрачное цветное оргстекло

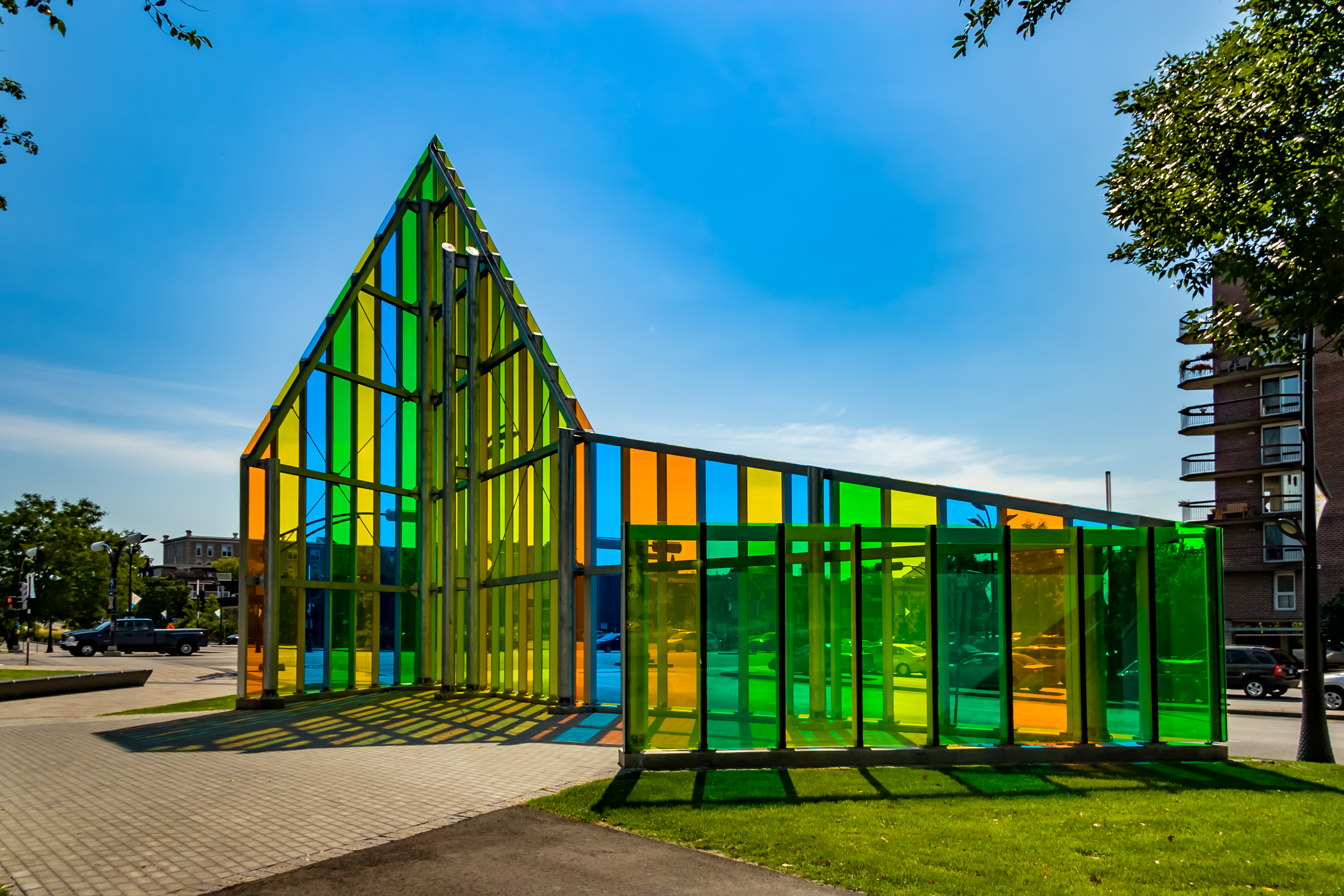
Декорация из разноцветного прозрачного оргстекла

Равномерно окрашенное в массе прозрачное оргстекло. Наиболее популярны тонированные листы серых (дымчатое), голубых и коричневых (под бронзу) оттенков. Листы могут быть окрашены в любой цвет с разной степенью насыщенности, оставаясь при этом прозрачными и не искажать изображение.
Применение: остекление транспортных средств, в медицинском оборудовании, в перегородках, в ограждающих конструкциях, купола, навесы, атриумы, фонари, теплицы, оранжереи, солярии, элементы мебели, столешницы, полки, торговое и выставочное оборудование, подставки, держатели, «кармашки» информационных стендов, демонстрационные конструкции, модели, изделия наружной и интерьерной рекламы, сувенирная продукция, номерки, бирки, различные термоформованные изделия, остекление фотографий, картин и стендов, аквариумы, детали интерьера, прозрачные полы, ступени лестниц, перила и так далее. Оформление выставок, шоу, концертов, телестудий.

### Прозрачное рифлёное оргстекло
Прозрачное бесцветное и цветное оргстекло с рифлёной поверхностью одной стороны листа, другая сторона обычно гладкая. Обладает светорассеянием за счёт преломления света в разных направлениях сохраняя высокую прозрачность. За такими стёклами предметы и изображения приобретают размытые очертания. Виды рифления имеют самостоятельные названия, классические виды рифления: «колотый лёд», мелкое и крупное рифление «призматическое», «пчелиные соты», «мелкие волны», «капля». Редкие виды рифления: «ручей», «укол булавки», «квадраты», «пирамиды», «вельвет», «кожа». Особенности: прозрачность, светопреломление, частичное сокрытие изображения за листом, декоративность.
Применение: остекление душевых кабин, шторки ванн, остекление межкомнатных дверей, остекление перегородок, мебель, элементы дизайна, рассеиватели светильников, подвесные потолки с внутренней подсветкой, декоративные элементы интерьера.

### Матовое белое оргстекло
Светорассеивающий лист белого цвета со светопропусканием от 20 (внешне непрозрачный) до 70 % (полупрозрачный) с гладкой и сильным блеском с обеих сторон поверхностью. Равномерное светорассеяние, полное сокрытие изображения за листом (при подсветке с другой стороны образуется световой экран).

### Цветное матовое оргстекло
Светорассеивающий лист определённого цвета (с указанием цвета по стандарту RAL, Pantone или каталогу производителя) с различной степенью светопропускания, глянцевой поверхностью. Характеризуется равномерным светорассеянием, полным сокрытием изображения за листом (при подсветке образуется световой экран).
Применение: светорассеиватели осветительных приборов, светящиеся подвесные потолки, подиумы, полы с внутренней подсветкой, торговые и рекламные световые вывески (так называемые лайт-боксы) с нанесением аппликации из самоклеящихся плёнок, фотокаширование, шёлкография, дорожные световые короба, пилоны, указатели общественных учреждений, автостоянок, объёмные буквы, макеты рекламируемой продукции с внутренней подсветкой, миниатюрные световые короба с указанием улиц (номеров домов), использованием технологии печати по пластикам, медицинская техника, приборы и так далее.

### Рифлёное матовое белое и цветное оргстекло
Белое (или цветное) оргстекло с разной степенью светопропускания, рифлением, нанесённым с одной стороны листа, другая сторона гладкая. Неравномерное светорассеяние, полное сокрытие изображения за стеклом. Имеет наиболее ограниченные сферы применения: рассеиватели светильников для люминесцентных ламп, декоративные элементы интерьера с внутренней подсветкой.

## Хранение и транспортировка
- Органическое стекло транспортируют автомобильным и железнодорожным транспортом в крытых транспортных средствах в соответствии с Правилами перевозки грузов, действующими на данном виде транспорта.
- Допускается транспортировать оргстекло в открытых транспортных средствах, покрытым водонепроницаемым материалом[11].
- Органическое стекло должно храниться в закрытых складах при температуре от 5 до 35 °C при относительной влажности воздуха не выше 65 %[11].
- Не допускается транспортированием и хранение стекла органического экструзионного совместно с химическими продуктами[11].
- При хранении и транспортировке сложенные стопкой листы оргстекла следует переложить листами бумаги, чтобы не допустить механических повреждений.